# Hotel (gioco)
Hotel è un gioco da tavolo messo in commercio da Milton Bradley (MB Hasbro) nel 1987. 
Possono partecipare al gioco da due a quattro persone.

## Componenti
Il tavoliere del gioco presenta un percorso anulare. A fianco delle caselle ci sono i complessi alberghieri, che constano tutti di un terreno, di un edificio principale, di alcune dépendance e delle attrezzature di svago.
Gli otto hotel del gioco sono rappresentati da modellini in plastica e carta: il Boomerang in Australia, il Fujiyama in Giappone, l'Etoile in Francia, il Royal nel Regno Unito, il President negli Stati Uniti, il Waïkiki alle Hawaii, il Taj Mahal in India ed il Safari in Kenya.
Agli hotel si aggiungono poi la Banca e il Municipio. Tutti questi edifici (trenta in totale) sono rappresentati da miniature degli stessi, da sistemare sulla plancia in fasi diverse del gioco.
Il gioco comprende anche trenta tessere che rappresentano le porte d'ingresso, le banconote, gli atti di proprietà di 8 hotel, quattro segnalini (a forma di automobile) e due dadi (uno classico, numerato dall'1 al 6, ed uno speciale per i permessi di costruzione).

## Regole del gioco
Lo scopo del gioco è di rimanere l'unico giocatore attivo.

### Preparazione
Si pongono sulla plancia, nella casella di partenza, tanti segnalini quanti sono i giocatori. Si pongono nei rispettivi posti gli edifici della Banca e del Municipio. Si sceglie un giocatore che funga da cassiere, al quale spetta poi il compito di distribuire 12.000 unità monetarie a ogni partecipante.

### Svolgimento e conclusione
Comincia il giocatore più giovane, i successivi lo seguono in senso orario.
Ogni giocatore, al proprio turno, lancia il dado classico e avanza di tante caselle quanto è il numero ottenuto dal lancio. Se la casella in cui capita è già occupata, si sposta avanti di una casella. Chi ottiene 6 ha diritto a un secondo lancio dei dadi.
Le caselle hanno due bordi ciascuna, uno interno e uno esterno. Essi sono neri quando sono a contatto con un terreno edificabile, altrimenti sono grigi. Ogni casella (tranne quella di partenza) dà al giocatore un'opportunità:
- Caselle Acquisto. Permette di acquistare uno dei terreni confinanti con la casella in questione (a prezzo pieno) o di rilevare, a metà prezzo, tale proprietà se il giocatore che la possiede non vi ha ancora costruito nulla. Non è necessario il consenso del proprietario. Il prezzo dell'acquisto è riportato sull'atto di proprietà, che viene consegnato al giocatore al momento della compravendita.
- Caselle Permesso di costruzione. Chi vi capita può decidere di aggiungere uno o più edifici a uno qualsiasi dei suoi terreni. Bisogna prima dichiarare gli edifici che si vogliono costruire e poi tirare il dado speciale per ottenere il permesso:
  - Faccia verde: permesso accordato
  - Faccia rossa: permesso negato
  - H: permesso accordato, costruzione gratuita
  - 2: permesso accordato, prezzo di costruzione doppio

Il prezzo di costruzione dell'edificio è riportato sull'atto di proprietà e va consegnato alla banca. Bisogna obbligatoriamente seguire questo ordine nella costruzione degli edifici: prima l'edificio principale, poi le dépendance e infine le attrezzature di svago (a differenza degli altri queste ultime non hanno bisogno del lancio del dado, ma si potranno costruire direttamente).
- Caselle Un ingresso gratis e Stadio aggiuntivo gratuito, quest'ultimo permetterà al giocatore di costruire gratuitamente un edificio.
- Chi passa davanti alla Banca riceve 2.000 unità monetarie dalla cassa.
- Chi passa davanti al Municipio ha diritto ad acquistare un ingresso per ogni hotel su cui vi ha costruito qualcosa: non si possono dunque acquistare ingressi per hotel di cui si ha solo il terreno. Gli ingressi vanno posti sui bordi neri delle caselle, a contatto con il terreno in proprio possesso. Non possono esistere due ingressi sulla stessa casella.

Quando il giocatore capita in una casella in cui è presente un ingresso altrui, deve pernottare nel corrispondente albergo. Lanciando il dado numerico, si stabilisce il numero di notti, mentre il numero di edifici stabilisce la categoria degli hotel (il numero di stelle). Sull'atto di proprietà dell'albergo è riportata una tabella con i costi di pernottamento: il giocatore che finisce nelle strutture altrui deve corrispondere tale cifra al relativo proprietario.
Se un giocatore si trova in ristrettezze economiche e rischia il debito, può vendere all'asta uno dei suoi hotel (non è permessa la vendita parziale degli stessi). Non si fissa una base d'asta: gli altri giocatori rilanciano le offerte finché uno di essi non prevale. Incassato il denaro, il giocatore deve risanare i propri debiti: se alla fine, anche dopo aver venduto tutte le sue proprietà, dovesse comunque essere in rosso, fallisce e perde la partita. Viene proclamato vincitore l'ultimo giocatore rimasto in gara.
Una delle tattiche più usate è quella di acquistare subito un grande hotel (President, Waikiki, L'Etoile), in modo da guadagnare denaro per poi costruirne altri. Un buon investimento è di solito anche il Boomerang, per i bassi costi di costruzione e i profitti medio-alti.
Altra tattica è quella della "catena": cioè si comprano hotel vicini in modo da avere una lunga fila di ingressi nella nostra proprietà. Per evitare tali strategie dell'avversario è spesso necessario acquistare hotel meno remunerativi in termini di costi/ricavi (come il Royal). 
Quando un giocatore viene eliminato dal gioco ogni giocatore paga 1000 crediti per ogni edificio da lui posseduto come tassa statale.

## Campagna promozionale

### Italia
Il gioco venne pubblicizzato in Italia per molti anni sia con spot televisivi, sia con pubblicità su periodici dedicati ai bambini (ad esempio: Topolino).
Durante gli anni novanta, Hotel, assieme ad altri giochi prodotti dalla MB (Forza 4, Indovina Chi?, Spago Spaghetti) fu pubblicizzato durante il noto programma televisivo Bim bum bam. Nello studio del programma fu ricreata una versione gigante del tabellone del gioco e in ogni puntata due squadre di bambini si sfidavano con regole simili a quelle del gioco da tavolo (il regolamento era diverso per via dei tempi televisivi necessariamente molto stretti in cui si doveva svolgere la partita). Il gioco che si svolgeva durante il programma prendeva il nome di Mega Hotel per sottolineare le dimensioni della scenografia dello studio. I nomi degli Hotel erano gli stessi, eccettuato "L'etoile" che si chiamava "Pierre".